# إرنست أوتو بكمان
إرنست أوتو بكمان (بالألمانية: Ernst Otto Beckmann) هو كيميائي ألماني، ولد في الرابع من تموز/يوليو 1853 في زولينغن وتوفي في الثالث عشر من تموز/يوليو في برلين.

## أعماله
اشتهر إرنست أوتو بكمان باكتشافه للتفاعل الكيميائي الذي يحول أكسيم إلى أميد والذي ينسب إليه باسم إعادة ترتيب بكمان، كما ينسب إليه صنع مقياس حرارة بعرف باسمه مقياس حرارة بكمان.

## اقرأ أيضاً
- إعادة ترتيب بكمان